# Oudewater
Oudewater (anhörenⓘ) ist eine Gemeinde in der niederländischen Provinz Utrecht.

## Lage und Wirtschaft
Oudewater liegt, etwas entlegen, an der Holländischen IJssel und grenzt an die Provinz Südholland. Es liegt elf Kilometer östlich von Gouda und 20 Kilometer westlich von Utrecht.
Von Bedeutung sind die Landwirtschaft und das Kleingewerbe. Die Altstadt zieht viele Tagesausflügler an. Von Oudewater führt ein asphaltierter Pfad zum Dörfchen Linschoten bei Montfoort.

## Geschichte
Oudewater, das schon in der Zeit der Ottonen bestand, erhielt 1265 die Stadtrechte. Der holländische Graf Floris V. baute sie zu einer Grenzfestung gegen das Hochstift Utrecht um. Der Ort hatte unter den Bürgerkriegen im 14. und 15. Jahrhundert viel zu leiden. Auch vom Achtzigjährigen Krieg blieb er nicht verschont. Am 19. Juni 1572 nahmen die Geusen ihn ein; 1575 wurde er blutig mit einem Massaker an den Einwohnern von den Spaniern zurückerobert; 1577 schloss sich Oudewater wieder den Aufständischen an, blieb aber in Sachen Religion so gemäßigt, dass verfolgte Katholiken aus anderen Orten hier ein Obdach finden konnten.
Seit 1482 wurden hier, im Rahmen der Hexenprozesse, Wiegeproben durchgeführt. Dieses Privileg wurde 1545 vom Kaiser Karl V. bestätigt, und der Hexerei beschuldigte Frauen aus dem ganzen Deutschen Reich reisten, wenn sie die Möglichkeit dazu hatten, nach Oudewater. Zunächst geschah dies im Rathaus, ab 1595 in der 1482 als Güterwaage erbauten Waage. Da die Beurteilung nach stärker rationalen Maßstäben stattfand als anderswo, hatte eine der Hexerei beschuldigten Frau hier recht gute Chancen, freigesprochen zu werden.
Erst 1970 kam Oudewater von Südholland zur Provinz Utrecht.

## Sehenswürdigkeiten
Die Altstadt Oudewaters ist ein Beispiel einer gut erhaltenen holländischen Kleinstadt. Viele Häuser aus dem 17. Jahrhundert mit Treppengiebeln sind noch im Zentrum zu finden.
- Die spätgotische Kirche stammt aus dem 13.–15. Jahrhundert.
- Das Rathaus wurde 1588 fertiggestellt. Nach einem Brand 1968 wurde es 1972 im alten Stil wieder aufgebaut. Das Dach des Rathauses bewohnen traditionell (seit dem 16. oder 17. Jahrhundert) Störche, deren Nest Freiwillige bewachen.
- Die Waage oder „Hexenwaage“ (1482 als Güterwaage erbaut, seit 1595 als Hexenwaage benutzt) ist größtenteils noch im originalen Zustand. Touristen können sich immer noch dort gegen eine kleine Gebühr wiegen lassen und eine Bescheinigung erhalten, nach der sie „die normalen Proportionen des Körpers“ haben und keine Hexen seien.

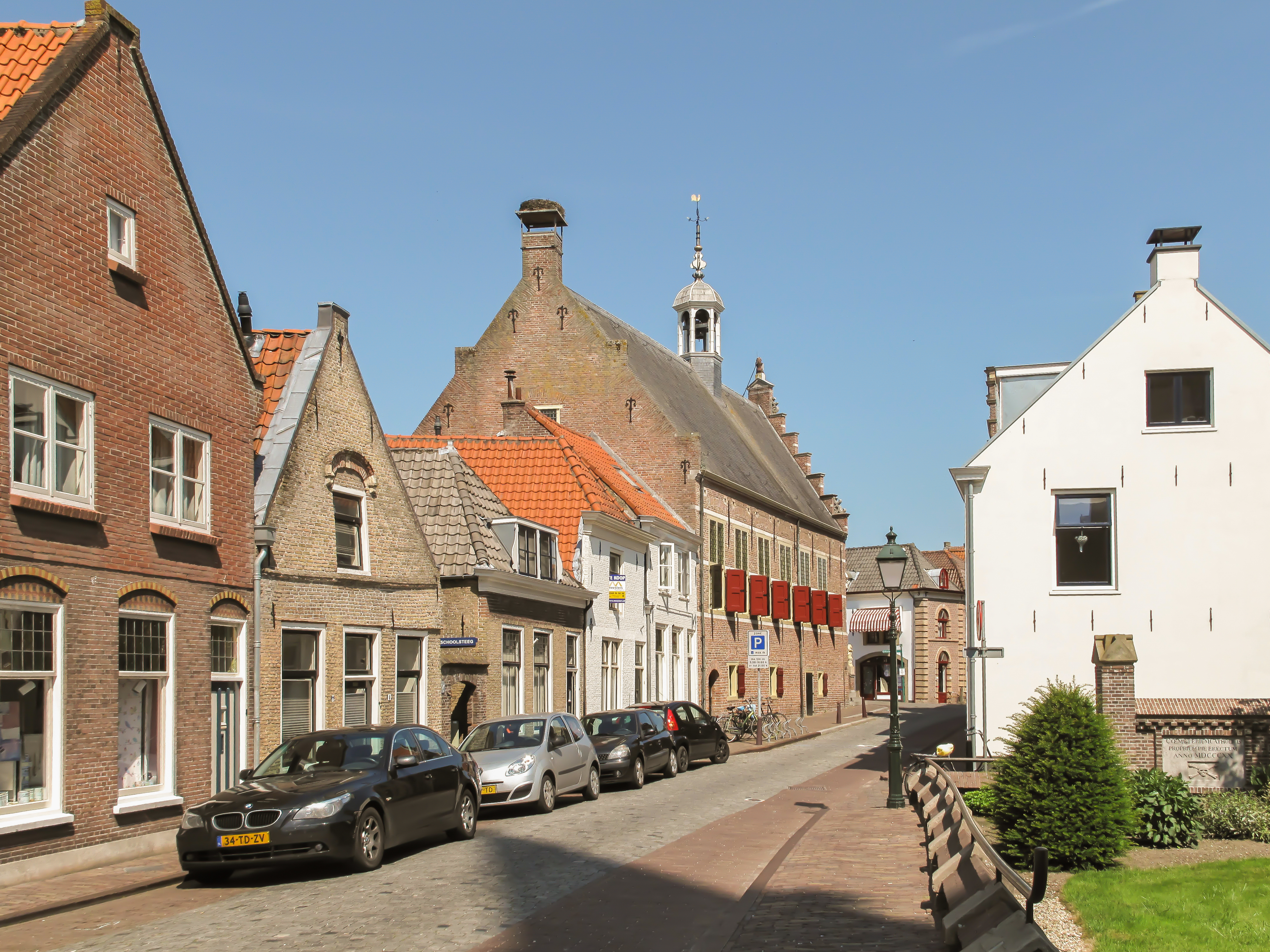
Das frühere Rathaus
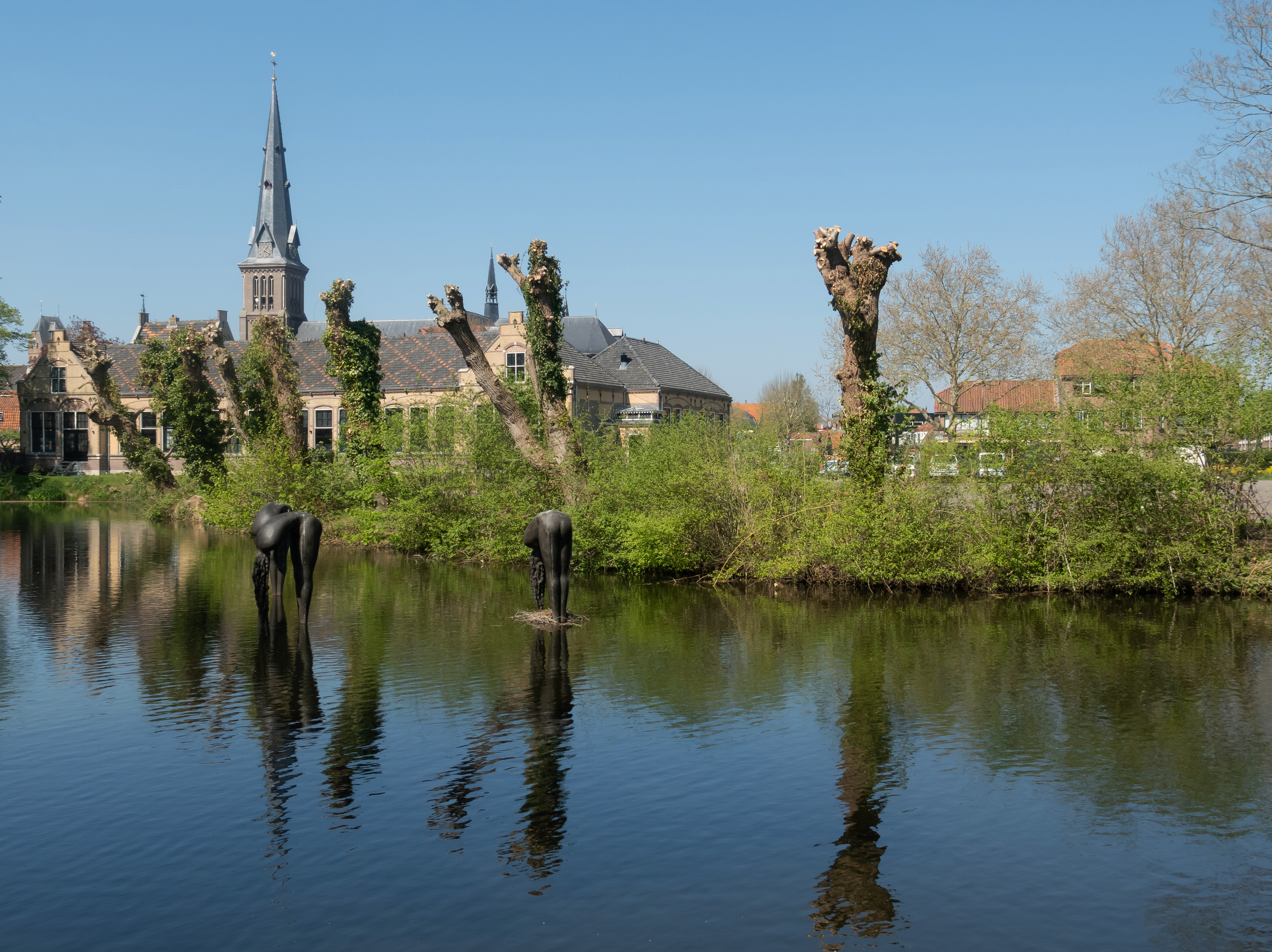
Kirchturm: die Sint-Franciskuskerk
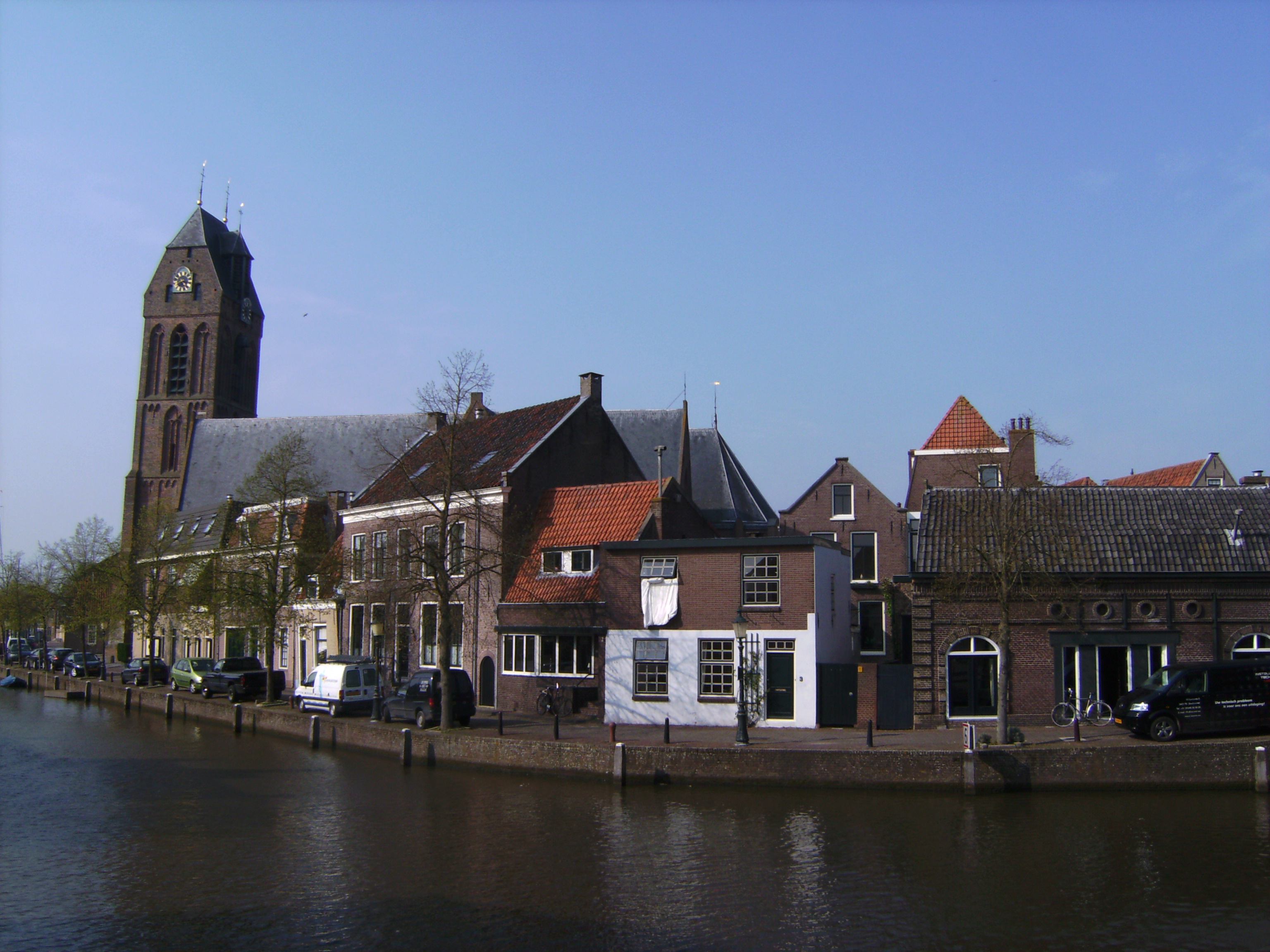
Stadtgraben mit Kirche
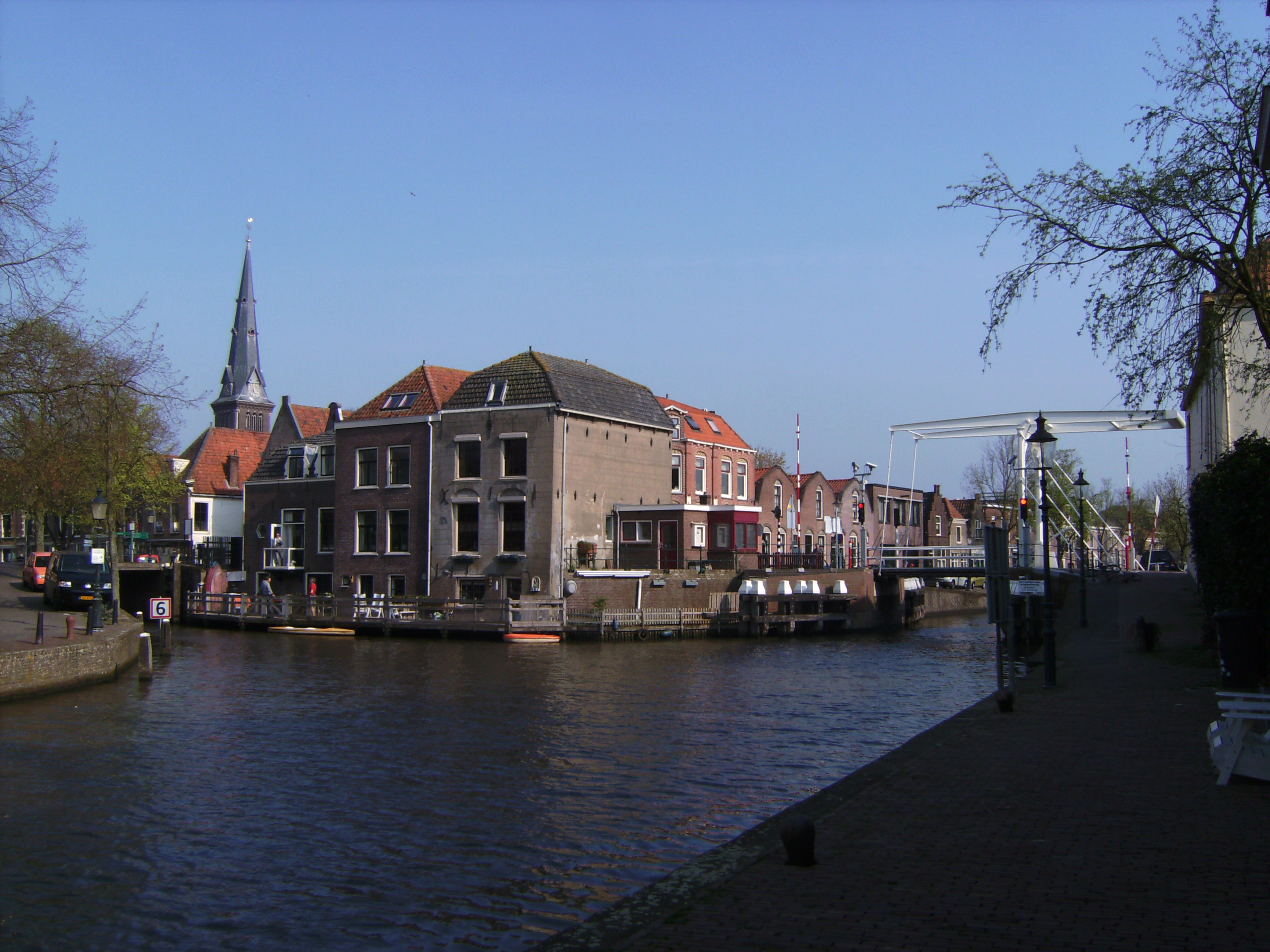
Blick auf die Stadt
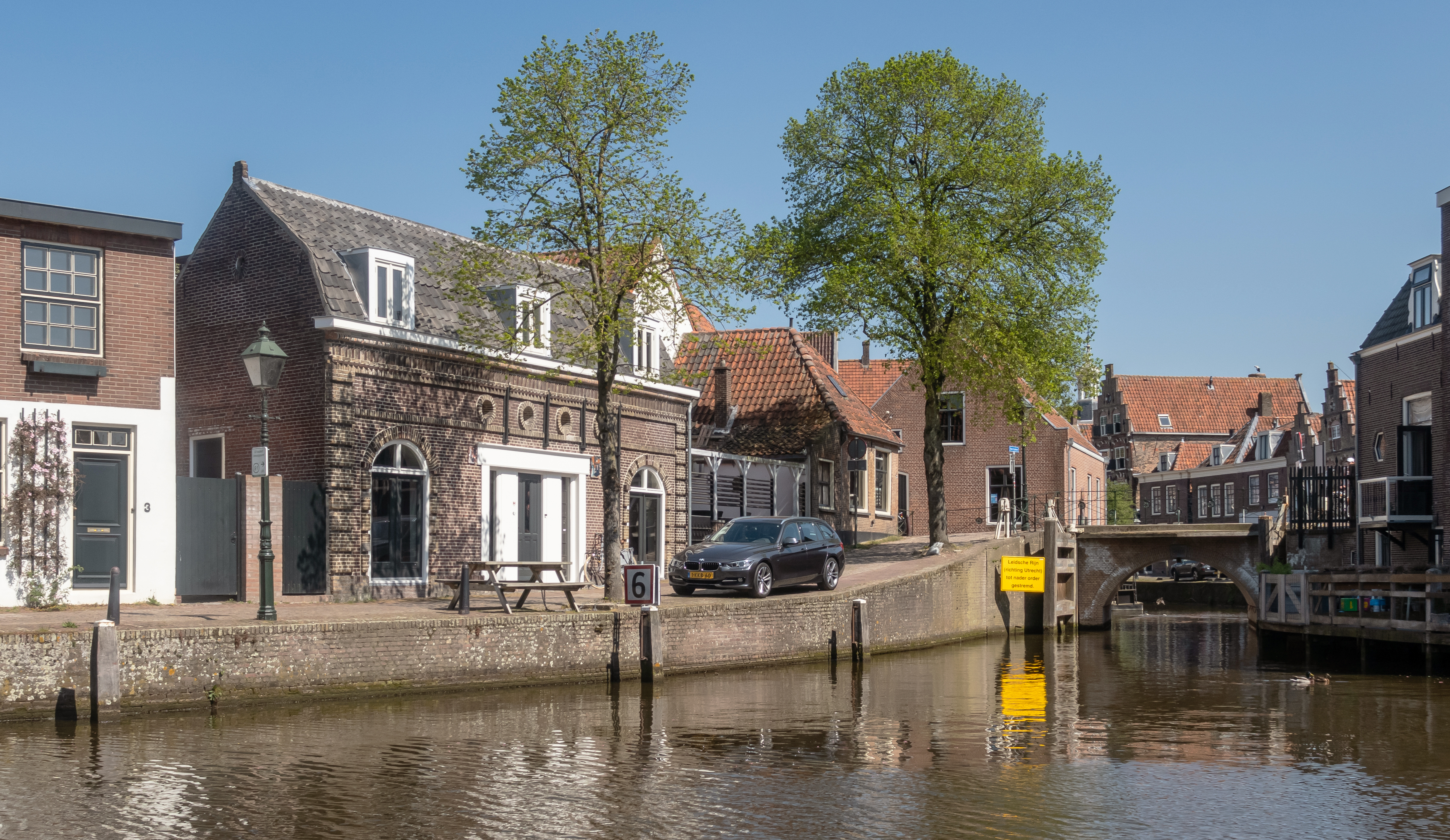
Blick auf den Graben
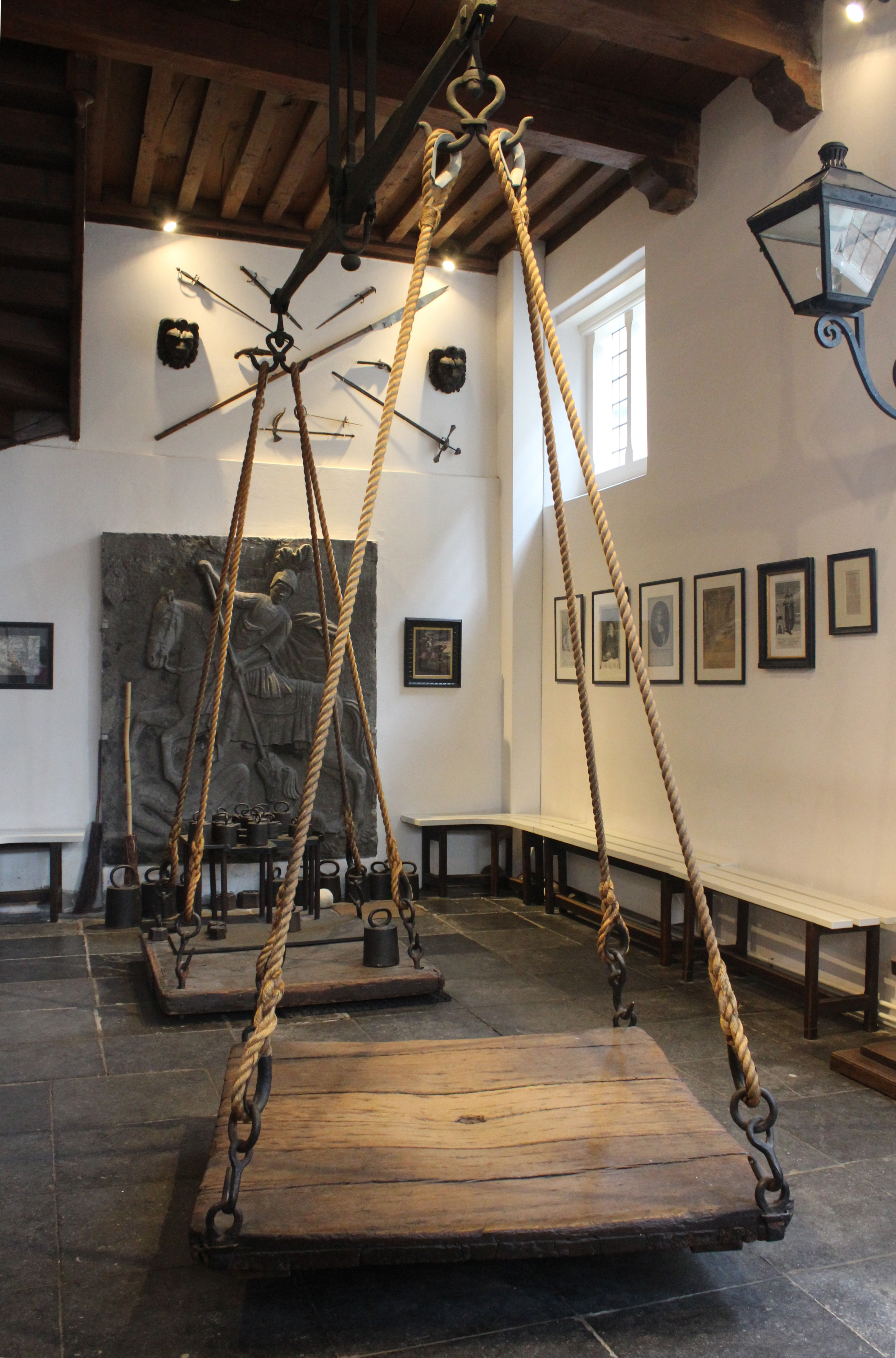
Hexenwaage, Oudewater

## Töchter und Söhne der Stadt
- Cornelius Valerius (1512–1578), Klassischer Philologe, Schulleiter, Renaissance-Humanist
- Jacobus Arminius (1560–1609), protestantischer Theologe